# Powiat złotoryjski
Powiat złotoryjski – powiat w Polsce (województwo dolnośląskie), utworzony w 1999 roku w ramach reformy administracyjnej. Jego siedzibą jest miasto Złotoryja.
W skład powiatu wchodzą:
- gminy miejskie: Wojcieszów, Złotoryja
- gminy miejsko-wiejskie: Świerzawa
- gminy wiejskie: Pielgrzymka, Zagrodno, Złotoryja
- miasta: Wojcieszów, Złotoryja, Świerzawa

Powiat graniczy z powiatami: legnickim, jaworskim, karkonoskim, lwóweckim i bolesławieckim.
Przed 1 stycznia 1999 r. wszystkie gminy powiatu należały do województwa legnickiego, z wyjątkiem gminy Świerzawa i miasta Wojcieszów, które należały do województwa jeleniogórskiego.

## Podział administracyjny
| Gmina                 | Typ             | Powierzchnia [km²] | Ludność (2006) | Siedziba    |
| --------------------- | --------------- | ------------------ | -------------- | ----------- |
| Złotoryja             | miejska         | 11,5               | 16 503         |             |
| Gmina Świerzawa       | miejsko-wiejska | 157,7              | 7 808          | Świerzawa   |
| Gmina Złotoryja       | wiejska         | 145,1              | 7 065          | Złotoryja * |
| Gmina Zagrodno        | wiejska         | 122,1              | 5 684          | Zagrodno    |
| Gmina Pielgrzymka     | wiejska         | 105,2              | 4 744          | Pielgrzymka |
| Wojcieszów            | miejska         | 32,2               | 3 940          |             |
| * siedziba poza gminą |                 |                    |                |             |

## Demografia
Liczba ludności (dane z 30 czerwca 2005):
|        | Ogółem | Ogółem | Kobiety | Kobiety | Mężczyźni | Mężczyźni |
| osób   | %      | osób   | %       | osób    | %         |           |
| ------ | ------ | ------ | ------- | ------- | --------- | --------- |
| Ogółem | 45 939 | 100    | 23 629  | 51,44   | 22 310    | 48,56     |
| Miasto | 22 995 | 50,06  | 12 043  | 26,22   | 10 952    | 23,84     |
| Wieś   | 22 944 | 49,94  | 11 586  | 25,22   | 11 358    | 24,72     |

▶Wieś vs ▶miasto
Ogółem (▶k, ▶m)
Miasto (▶k, ▶m)
Wieś (▶k, ▶m)

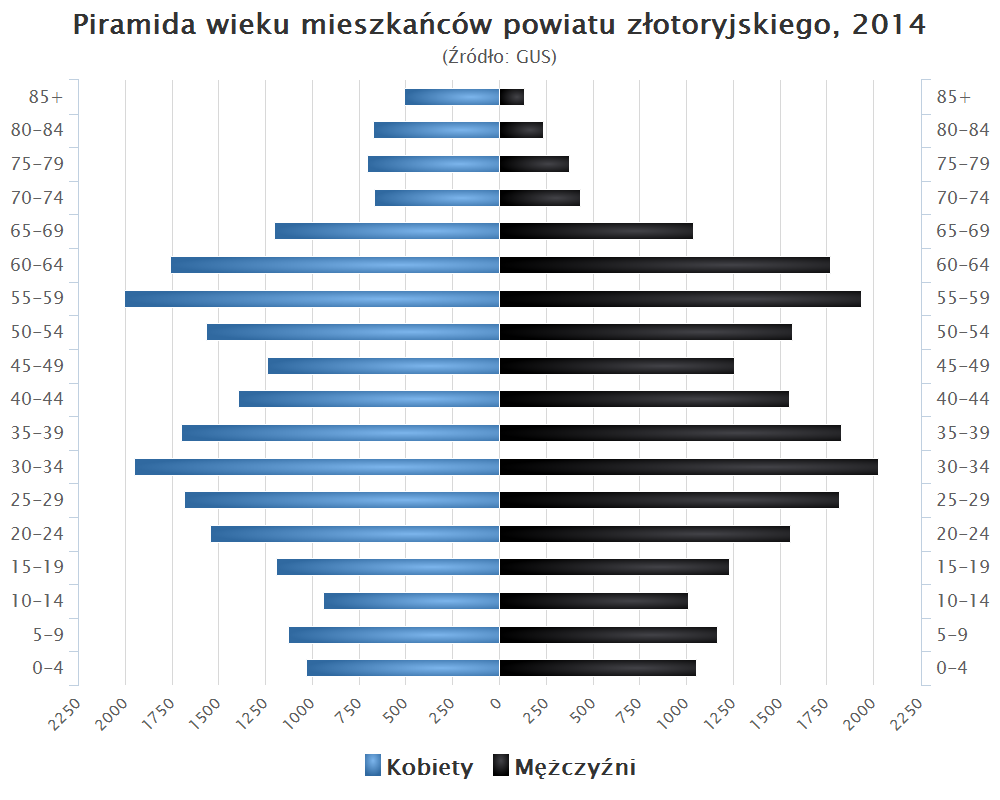
Piramida wieku mieszkańców powiatu złotoryjskiego w 2014 roku

Według danych z 31 grudnia 2019 roku powiat zamieszkiwało 43 490 osób. Natomiast według danych z 30 czerwca 2020 roku powiat zamieszkiwały 43 274 osoby.

## Gospodarka
W końcu września 2019 roku liczba zarejestrowanych bezrobotnych w powiecie obejmowała około 1,7 tys. mieszkańców, co stanowiło stopę bezrobocia na poziomie 12,8% do aktywnych zawodowo.

## Historia
Powiat złotoryjski istniał także przed reformą podziału administracyjnego Polski w roku 1975, wówczas w jego skład wchodziły także:
- miasto Chojnów
- gmina Chojnów

### Władze powiatu
- Pełnomocnicy rządu ds. utworzenia powiatu złotoryjskiego (1945–1946)
  - Antoni Skowron – 1 czerwca 1945 – grudzień 1945
  - Franciszek Herbut – styczeń 1946 – 17 kwietnia 1946
- Starości powiatowi (1946–1950)
  - Franciszek Barski – 19 kwietnia 1946 – październik 1946
  - Zygmunt Jaśkiewicz – październik 1946 – 30 czerwca 1949
  - Henryk Pondo – 30 czerwca 1949 – 26 października 1949
  - Aleksander Dessau – 26 września 1949 – 6 czerwca 1950
- Przewodniczący Prezydium Powiatowej Rady Narodowej (1952–1975):
  - Jan Przybylski – 20 kwietnia 1952
  - Stanisław Hodowany – 20 kwietnia 1952 – 3 września 1956
  - Jan Przybylski – 3 września 1956 – 5 września 1957
  - Antoni Trembulak – 16 października 1957 – 30 czerwca 1964
  - Stanisław Hodowany – 1 lipca 1964 – 29 grudnia 1971
  - Mieczysław Przenzak – 9 lutego 1972 – 15 grudnia 1973
- Naczelnicy powiatu (1973–1975)
  - Mieczysław Przenzak 15 grudnia 1973 – 13 czerwca 1975
- Starości powiatowi (od 1998)
  - Ryszard Raszkiewicz (październik 1998 – 28 listopada 2010)
  - Józef Sudoł (29 listopada 2010 – 25 października 2013)
  - Ryszard Raszkiewicz (26 października 2013 – 19 listopada 2018)
  - Wiesław Świerczyński (19 listopada 2018 – 7 maja 2024)
  - Rafał Miara (od 7 maja 2024)[6]